# قلعه مادالنا
قلعه مادالینا، همچنین به عنوان قلعه مادلینا (مالتی: Il-Fortizza tal-Madliena) شناخته می‌شود دژی چند ضلعی در مادلینا، در محدوده سوئیقی، مالت است. بین سال‌های ۱۸۷۸ و ۱۸۸۰ میلادی توسط بریتانیایی‌ها به عنوان بخشی از خطوط ویکتوریا ساخته شد. این قلعه اکنون تحت مسئولیت نیروهای مسلح مالت قرار دارد و توسط سپاه نجات سنت جان استفاده می‌شود.

## وضعیت کنونی
قلعه مادالنا هنوز تحت مالکیت دولت است و تحت مسئولیت هنگ چهارم نیروهای مسلح مالت قرار دارد. یک رادار VTMIS در سال ۲۰۰۶ در آن نصب شد این قلعه به سپاه نجات سنت جان، یک سازمان داوطلبانه دفاع مدنی اجاره داده شده است و به عنوان مقر و مدرسه آموزشی آنها استفاده می‌شود.
این قلعه در وضعیت خوبی قرار دارد، اگرچه برخی از بخش‌ها نیاز به بازسازی دارند. بعدازظهرهای شنبه یا با تعیین وقت قبلی در طول هفته برای عموم باز است.
دیواری در نزدیکی ورودی قلعه در طی بارندگی‌های شدید در آوریل ۲۰۱۹ تا حدی فرو ریخت و بازسازی آن در ژوئن ۲۰۱۹ آغاز شد.